# Кім Йон Де
Кім Йон Де (кор. 김용대, нар. 11 жовтня 1979, Мірян) — південнокорейський футболіст, воротар клубу «Ульсан Хьонде».
Виступав, зокрема, за клуби «Пусан Ай Парк» та «Сеулу», а також національну збірну Південної Кореї.

## Клубна кар'єра
Народився 11 жовтня 1979 року в місті Мірян. У студентському віці виступав за команду Університету Йонсей.
У дорослому футболі дебютував 2002 року виступами за команду клубу «Пусан Ай Парк», в якій провів три сезони, взявши участь у 85 матчах чемпіонату. Більшість часу, проведеного у складі «Пусан Ай Парк», був основним голкіпером команди, вигравши 2004 року з командою Кубок Кореї.
Згодом з 2006 року став виступати за «Соннам Ільхва Чхонма», де він провів три роки, зігравши 53 матчі і у перший рік його виступав за клуб він зміг стати чемпіоном країни, а наступні два сезони ставав з командою віце-чемпіоном Кореї.
Як передбачено законом, кожен чоловік Південної Кореї повинен провести обов'язкову дворічну військову службу. Через це у 2008 році Кім був переведений в армійський клуб «Санджу Санму», де провів два роки, зігравши за клуб 50 ігор.
Після закінчення військової служби він переїхав до «Сеулу» у 2010 році, де він відразу став основним воротарем. У першому сезоні він виграв чемпіонат Кореї та Кубок корейської ліги, і був обраний найкращим воротарем K-ліги 2010 року. У 2011 році «Сеул» зайняв третє місце, але у 2012 році клуб вдруге виграв K-лігу, а Кім ще раз був визнаний найкращим воротарем.
У сезоні 2013 року Кім допоміг команді стати фіналістом азійської Ліги чемпіонів. У фінальних матчах Кім був одним із лідерів своєї команди, відбивши удари Мурікі та Даріо Конки. Незважаючи на те, що обидва матчі закінчились внічию (2:2 і 1:1), китайська команда святкувала перемогу у турнірі завдяки голам на виїзді. У 2015 році Кім вже не будучи основним воротарем, виграв свій останній трофей з клубок — Кубок Південної Кореї.
До складу клубу «Ульсан Хьонде» приєднався на початку 2016 року. Станом на 2 січня 2017 року відіграв за команду з Ульсана 24 матчі в національному чемпіонаті.

## Виступи за збірні
1999 року залучався до складу молодіжної збірної Південної Кореї.
2000 року дебютував в офіційних матчах у складі національної збірної Південної Кореї. Того ж року у складі збірної був учасником розіграшу Золотого кубка КОНКАКАФ у США, Кубка Азії у Лівані, на якому команда здобула бронзові нагороди, та Олімпійських ігор, а наступного року у складі збірної був учасником розіграшу Кубка конфедерацій 2001 року в Японії і Південній Кореї.
В подальшому був учасником кубка Азії з футболу 2004 року у Китаї, чемпіонату світу 2006 року у Німеччині, кубка Азії з футболу 2007 року у чотирьох країнах відразу, на якому команда здобула бронзові нагороди, а також кубка Азії з футболу 2011 року у Катарі, на якому команда здобула бронзові нагороди.

## Досягнення

### Клубні
«Пусан Ай Парк»
- Володар Кубка Південної Кореї: 2004

«Соннам Ільхва Чхонма»
- Чемпіон Південної Кореї: 2006

«Сеул»
- Чемпіон Південної Кореї: 2010, 2012
- Володар Кубка Південної Кореї: 2015
- Володар Кубка південнокорейської ліги: 2010

### Збірна
- Переможець Юнацького (U-19) кубка Азії: 1998
- Бронзовий призер Азійських ігор: 2002
- Володар Кубка Східної Азії (2): 2003, 2008
- Бронзовий призер Кубка Азії (3): 2000, 2007, 2011

### Індивідуальні
- У символічній збірній чемпіонату Південної Кореї: 2010, 2012
- У символічній збірній Ліги чемпіонів АФК: 2013